# Västerås SK
Västerås SK este un club de fotbal suedez din orașul cu același nume Västerås. Clubul a fost format la 29 ianuarie 1904. Culorile clubului sunt verde și alb, numele clubului este adesea abreviat în presă ca VSK.

## Palmares
| - Divizia 1 - Norra - Campioană : 1996, 2010, 2018 - Locul 3 : 1998, 2006, 2008, 2017 | - Cupa Suediei - Semifinale : 1979, 2021 |

## Cupa
Cele mai mari realizări obținute de Västerås în cupa națională al Suediei.
| An   | Club Sportiv | Scor  | Adversar |
| ---- | ------------ | ----- | -------- |
| 2021 | Västerås     | 0 - 3 | Häcken   |
| 1979 | Västerås     | 0 - 1 | Göteborg |